# Julian Khazzouh
Julian Khazzouh (Melbourne, 23 febbraio 1986) è un ex cestista australiano con cittadinanza libanese.